# St. Stephan (München-Isarvorstadt)

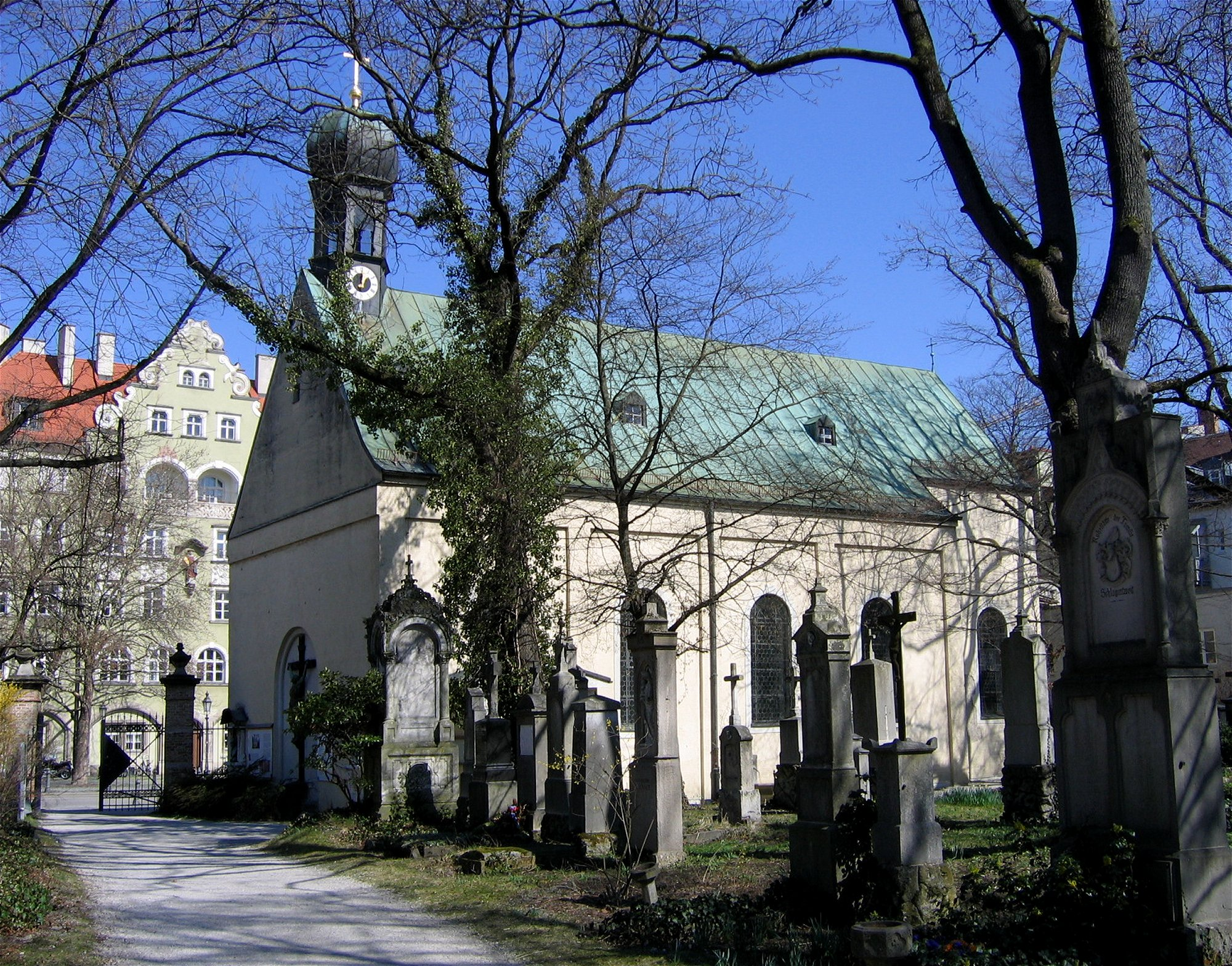
St. Stephan, gesehen vom Friedhof

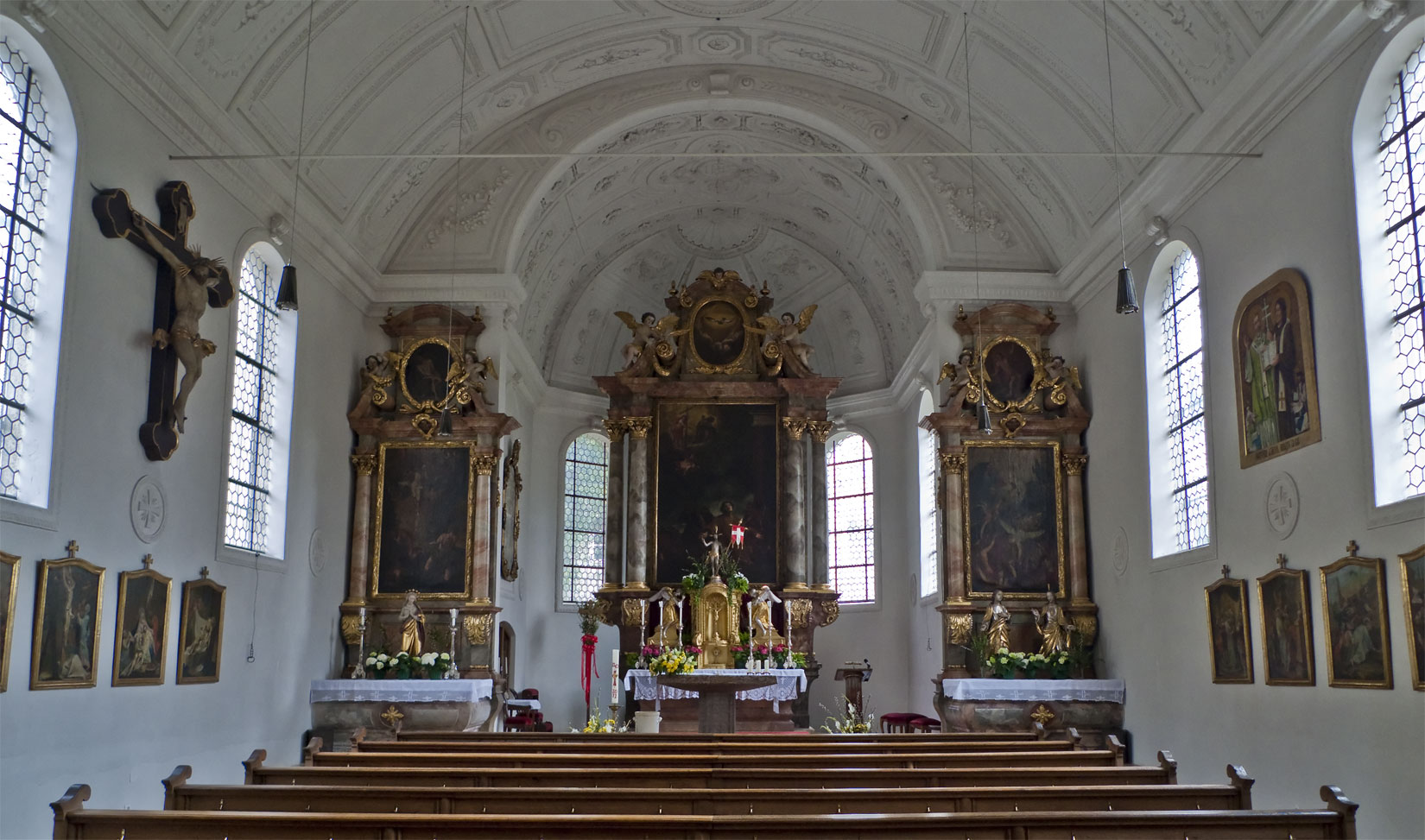
St. Stephan, Innenraum

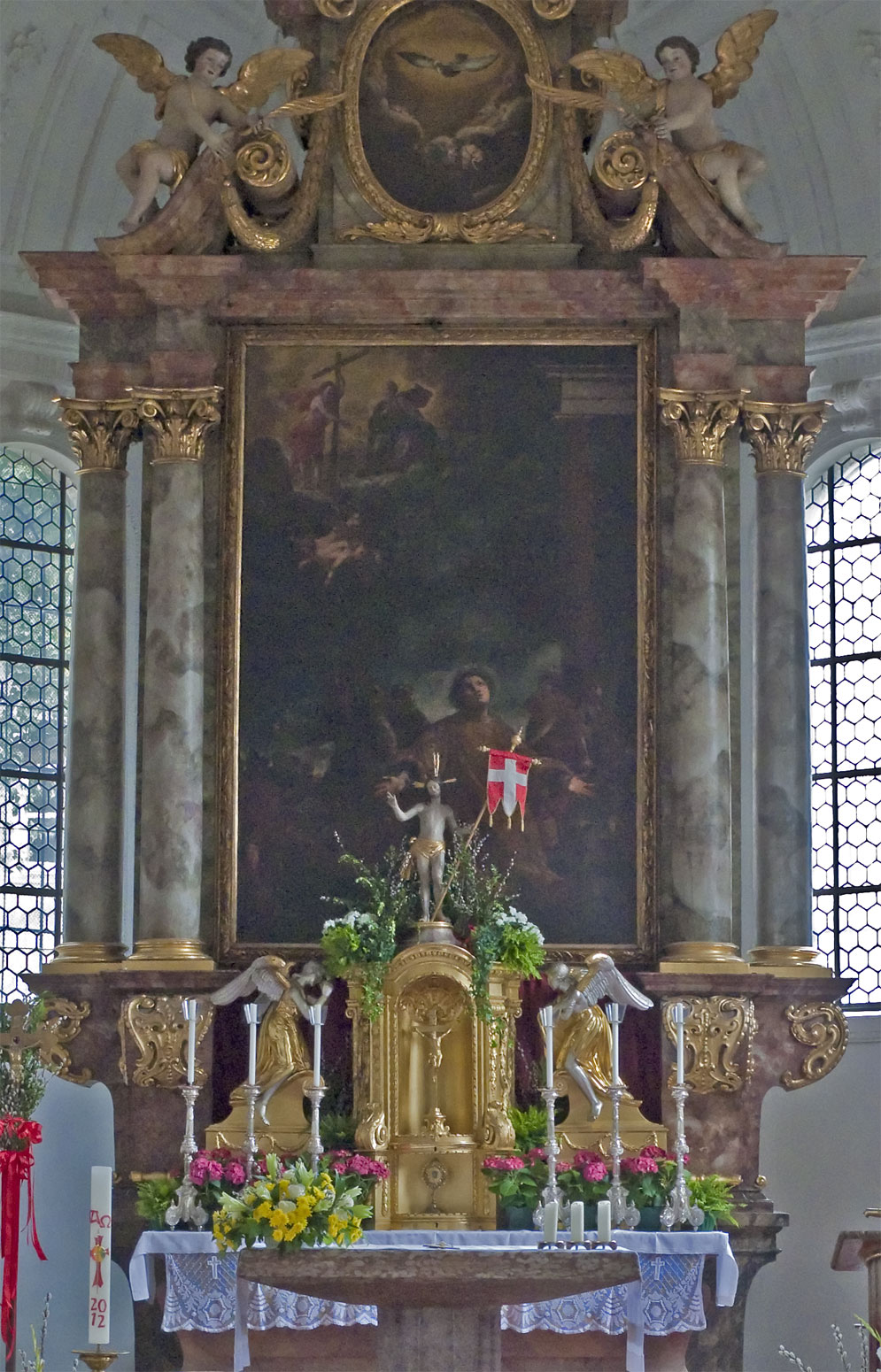
Hauptaltar

Die römisch-katholische Kirche St. Stephan ist die ehemalige Friedhofskirche des Alten Südfriedhofs in München. Sie befindet sich am nördlichen Ende des Südfriedhofs, direkt parallel zur Stephanstraße, unweit des Sendlinger-Tor-Platzes. Sie ist eine Filialkirche der Pfarrei St. Peter. Patrozinium ist am 26. Dezember.

## Architektur
St. Stephan ist ein nach Osten ausgerichteter, frühbarocker Kirchenbau, der von 1674 bis 1677 von Georg Zwerger erbaut wurde. Das zuvor seit 1576 sich dort befindende hölzerne Salvatorkirchlein wurde bereits 1638 abgerissen, um den anrückenden Schweden keine Möglichkeit zu geben, sich zu verschanzen. Zwerger schuf auch die beiden Kirchen im nicht weit von München gelegenen Markt Schwaben und in Anzing. Der kleine, als Dachreiter aufgesetzte Zwiebelturm beherbergt zwei kleine Bronzeglocken, welche noch bis Anfang Januar 2019 über Seilzug geläutet wurden. Die Glocken dienen auch zum Uhrschlag. Die Bronzetüren des Nord- und des Südportals tragen die Signatur von Franz Berberich (1985/86 bzw. 1986).
Die Apsis besitzt noch den Originalstuck an der Decke, wohingegen der ehemalige Stuck des übrigen Gewölbes während der Renovierung von 2004 bis 2006 durch Malerei rekonstruiert wurde.
St. Stephan ist mit insgesamt drei Altären ausgestattet, wobei auf dem Hochaltargemälde das Martyrium des Kirchenpatrons St. Stephan dargestellt ist. Die Altarblätter sind original erhalten und wurden nicht, wie oft in anderen Kirchen, durch Altarblätter der Nazarenerschule ausgetauscht.
Weitere Kunstwerke im Kircheninneren sind ein vollständiger Kreuzweg, in zeitgenössischem Stil in Öl gemalt, sowie eine überlebensgroße, holzgeschnitzte Figur des heiligen Josef. Ein schmiedeeisernes Gitter trennt das Kirchenschiff vom Eingangsbereich ab.
In den Jahren 2004 bis 2006 wurde St. Stephan aufwendig renoviert.

## Trivia
Die Kirche ist Schauplatz der Tatort-Folge Klingelingeling.